# So Long, Marianne
So Long, Marianne är en norsk-kanadensisk biografisk och historisk miniserie i åtta delar som hade premiär den 21 september 2024 på NRK, den 3 november 2024 på SVT Play, den 25 oktober 2024 på DR2 och den 27 oktober 2024 på YLE.
Serien är skapad av Øystein Karlsen, Ingeborg Klyve och Tony Wood. 

## Handling
Serien utspelar sig på den grekiska ön Hydra och handlar om förhållandet mellan den kanadensiska författaren och musikern Leonard Cohen och Marianne Ihlen, den norska kvinnan som han levede med under en stor del av 1960-talet och som inspirerade honom att skriva låten "So long, Marianne".

## Rollista (i urval)
- Alex Wolff - Leonard Cohen
- Thea Sofie Loch Næss - Marianne Ihlen
- Anna Torv - Charmian (Charm) Clift
- Noah Taylor - George Johnston
- Peter Stormare - Irving Layton
- Macha Grenon - Masha
- Éric Bruneau - Robert Hershorn
- Jonas Strand Gravli - Axel Jensen
- Simon Lööf - Göran Tunström